# Ильин, Даниил Григорьевич
Дании́л Гри́горьевич Ильи́н (22 августа 2003 года, Уфа) — российский шашист. Третий призёр Кубка России 2016 года.

## Спортивная биография
Занимается шашками  с 7 лет в ЦДЮТТ «Вектор» г. Уфы у Х. А. Бикбулатова
Дебютировал на международных спортивных турнирах в 2012 году.
«2013 год стал вехой спортивных результатов Даниила». Он победил в своей возрастной группе до 10 лет поочередно в российском первенстве, затем в европейском и мировом. В неполные 10 лет в августе дебютировал на взрослом чемпионате России.
В октябре Даниил за высокую результативность стал стипендиатом главы Администрации городского округа город Уфа.
Тогда же перешёл в спортшколу в ДЮСШ № 23 г. Уфы, тренируется у А. П. Мельникова.
В 2014 году начал играть в возрастной группе до 14 лет. На ПЕ, будучи самым младшим в группе мини-кадетов (юношей до 14 лет) стал бронзовым призёром.
В этом же году начал представлять другой башкирский город- Ишимбай.
В 2015 году во второй раз сыграл на взрослом чемпионате России. На ПМ в классической программе впервые сыграл в группе юниоров (юноши до 19 лет), а в блице уже играл в своей возрастной группе, став третьим. На ПЕ стал 6-м в классике, 1-м в блице.
В 2016 году произошёл новый скачок в спортивных результатах Д .Ильина. Он дебютировал на Кубке России, где во всех программах вошёл в десятку лучших, и завоевал бронзу в рапиде. После медалей на ПЕ Даниилу победил на мировом первенстве, тем самым став двукратным победителем первенств мира (среди юношей до 10 лет (2013), среди юношей до 14 лет (2016)).

### Спортивные результаты
2016
- Первенство мира, мини-кадеты (юноши до 14 лет) — 1 место в классике[6], 2 место в блице[7]
- Первенство Европы, классика — 3 место[8], совместно с Голубаев Валентин (Литва)[9] рапид — 2 место[10], блиц — 3 место[11][12]
- Кубок России — 4 место — классическая программа[13], 3 место — быстрая программа[14], 9 место — молниеносная программа[15]

2015
- Чемпионат России (молниеносная программа) — 23 место
- Чемпионат России (быстрая программа) — 19 место
- Первенство мира, юниоры (юноши до 19 лет) — 19 место в классике[16]
- Первенство Европы, мини-кадеты (юноши до 14 лет) — 6 место в классике[17], 1 место в блице[18]
- Первенство мира, мини-кадеты (юноши до 14 лет) — 3 место в блице[19][20][21]

2014
- Первенство Европы, мини-кадеты (юноши до 14 лет) — 3 место в классике[22], 9-10 место в блице[23]

2013
- Чемпионат России (классическая программа) — 14 место[24]
- Чемпионат России (быстрая программа) — 18 место
- Чемпионат России (молниеносная программа) — 18 место[25]
- Первенство мира, группа «надежды» (юноши до 10 лет включительно) — 1 место в классике[26], 6 место в блице[27]
- Первенство Европы, группа «надежды» (юноши до 10 лет включительно) — 1 место в классике[28], 4 место — блиц[29]

2012
- Первенство Европы, группа «надежды» (юноши до 10 лет) — 6 место в классике[27], 6 место в блице[30]